# Serie de las Américas (CPBC)
La Serie de las Américas fue un torneo internacional de béisbol sancionado por la Confederación de Béisbol Profesional del Caribe, en el participan equipos de la Liga Venezolana de Béisbol Profesional y la Liga de Béisbol Profesional de la República Dominicana.
La primera edición se llevó a cabo los días 21 y 22 de noviembre de 2015 en el Marlins Park en Miami, Florida, Estados Unidos.